# Killören
Killören är en ö i Finland. Den ligger i Finska viken och i kommunen Raseborg i den ekonomiska regionen  Raseborg i landskapet Nyland, i den södra delen av landet. Ön ligger omkring 70 kilometer väster om Helsingfors.
Öns area är 1,3 hektar och dess största längd är 160 meter i nord-sydlig riktning.